# Albanoi
Gli Albanoi (in greco antico: Ἀλβανοί, in latino: Albani) furono una tribù illirica. La loro prima menzione conosciuta risale a Ecateo di Mileto (550 a.C.–476 a.C.) che li chiama Abroi mentre Tolomeo fu il primo autore a menzionarli con il nome di Albanoi. Il loro principale insediamento era chiamato Albanopolis (Ἀλβανόπολις) e si trovava all'incirca tra i fiumi Mat e Shkumbin, nell'Albania centrale, probabilmente nell'attuale sito archeologico di Zgërdhesh. Stefano di Bisanzio, che trascrisse Ecateo, aggiunse una nota riguardante un altro insediamento chiamato Arbon in Illiria i cui abitanti erano chiamati Arbonioi o Arboniti. Un'altra menzione di Arbon, probabilmente situata nell'Albania centrale nella stessa regione di Albanopolis, appartiene a Polibio. Giovanni di Nikiu, nel VII secolo, scrisse riguardo a un popolo noto come Arbanitai, successivamente identificato come lo stesso popolo degli Albanoi.
Nel Medioevo, i nomi Albanoi e Arbanitai si riferivano al gruppo etnico degli albanesi del tempo. I termini equivalenti in latino sono Albanenses/Arbanenses, in slavo Arbanasi e poi in turco Arnaut. Questi nomi riflettono l'endonimo etnico albanese Arbëreshë/Arbëneshë, che a sua volta derivano da Albanoi. Nella documentazione archeologica gli Albanoi sono citati su alcune iscrizioni funerarie ritrovate a Stobi, Albanopolis e a Scupi. A loro è probabilmente legato un altro etnonimo, Arbaios riscontrato in Fenice.